# 沢田真理

沢田 真理（さわだ まり、1956年7月28日 – ）は元女子プロボクサーで、現在はボクシングトレーナーである。
2001年に40歳を過ぎてプロデビュー。
2005年現役引退。女子専用のMAX女子ボクシングジムを開設。
2006年、日本女子ボクシング協会から離脱し、MAX日本女子プロボクシング協会を発表したが、立ち消えになった。

## 成績
- 生年月日：1956年7月28日
- デビュー戦：2002年4月29日
- 階級：フェザーウェイト級
- 身長：164cm (5フィート4 1/2インチ)[3]
- 体重：56.7kg (125パウンド)[3]
- 通算成績：3戦2勝0タイ[1]
- 成績：6試合17ラウンド1[1]
- KO率 17%[3]

| 日付       | 対戦相手           | 勝-敗-分 | 直前6戦          | 結果 |     |
| ---------- | ------------------ | -------- | ---------------- | ---- | --- |
| 2005-11-20 | Aya Tamaki         | 0 1 0    |                  | 敗   | UD  |
| 2005-06-12 | Mai Yanagawa       | debut    | 北沢タウンホール | N    | NC  |
| 2004-11-05 | バイソンMIHO       | 0 1 0    |                  | 勝   | PTS |
| 2003-06-25 | アティーシャ・ミク | 1 0 0    |                  | 勝   | TKO |
| 2002-06-09 | (不明)             |          |                  | 敗   | UD  |
| 2002-04-29 | (不明)             |          | 北沢タウンホール | 勝   | UD  |

WIBA世界ランキング フェザーウェイト級
Sawada, Mari, JPN 0-1-0 (0 KO)
- 2006年2月 — 30位[5]
- 2006年05月 — 37位[6]